# 田中太一
田中 太一（たなか たいち、1993年2月27日 - ）は、大分県大分市出身の元プロ野球選手（投手）。

## 経歴

### プロ入り前
大分県大分市出身。小学2年時に桃園スポーツ少年団で野球を始めた。中学時代は大分リトルシニアに所属し、3年時の春と夏に全国大会に出場。また、源田壮亮は中学校の同級生である。
大分工高では1年時から公式戦に登板。3年夏には、エースとして同校17年振りの甲子園出場に貢献。甲子園では、同校の初勝利を狙い延岡学園高と対戦したが、延長戦の末に惜敗。
2010年10月28日、プロ野球ドラフト会議にて読売ジャイアンツから3位指名を受けた。背番号は68。

### 巨人時代
育成・強化指定選手に指名され、2011年は体づくりと技術向上に集中。シーズン後半にイースタンリーグで3試合に登板した。
2012年の秋季キャンプでは、投げた球が田畑一也コーチの顔面を直撃するアクシデントもあった。
2014年10月25日、球団から自由契約とすることが発表され、11月13日に育成選手契約を締結し、背番号は013へ変わった。
2016年に球速が最速155km/hを計測。7月末には1軍の全体練習に呼ばれシート打撃に登板した。支配下登録の候補にも名前が挙がったが昇格は見送られ、最終的にイースタンリーグで29試合に登板し、2勝4敗、防御率は4・36の成績を残した。同年10月2日、球団より戦力外通告を受けた。これに対し、「これからも野球をしたい。野球を続けていきたいです」と発言し、現役続行を希望した。

### 巨人退団後
当初は、11月12日に阪神甲子園球場で開催される12球団合同トライアウトを受験し、NPB他球団への移籍を目指す予定だったが、初芝清が監督を務める社会人野球のセガサミーからオファーを受け、トライアウトの予定をキャンセル。「目指すところが都市対抗野球になった。個人のことよりも、チームが勝って都市対抗に出て恩返ししたい」と決意を示した。その後背番号は14に決まった。
2017年の第88回都市対抗野球大会では中継ぎとして活躍したが、2回戦のJR西日本戦で、5－5の同点で迎えた8回から登板すると、9回に3失点を喫し敗戦投手となった。第43回社会人野球日本選手権大会は、関東代表選手権代表決定戦のJX-ENEOS戦で先発したが、3回1/3を投げて被安打9、自責点5と打ち込まれ敗戦投手となり、チームは予選敗退となった。その後もセガサミーの主力投手となっていたが、2020年12月24日にセガサミーを退部することが発表された。
その後夫人の故郷である秋田県能代市に移住し、2021年2月10日に同市を本拠地とする社会人野球クラブチームである能代松陵クラブに加入することが発表された。現在は建設会社で働く傍らプレーを続けている。　
第92回都市対抗野球大会に出場するTDK（秋田県にかほ市）の補強選手に選出された。

## 選手としての特徴
スリークォーターから投げられる最速157km/hの速球に高速カーブ、スライダーを織り交ぜ高い奪三振率を誇る。ただし本人によると、「太一カーブ」とも称される縦に大きく曲がる変化球は実際には縦のスライダーだという。2016年からはツーシームも新たな武器として実戦に取り入れている。
直球、ツーシームの速球系の球は全て打者の手元でわずかに動き、外国人投手のように「動くボール」でバットの芯を外す。

## 詳細情報

### 年度別投手成績
一軍公式戦出場なし

### 背番号
- 68 （2011年 - 2014年）
- 013 （2015年 - 2016年）